# Jogi fikció
A jogi fikció a jogi norma célzott hatásának érdekében alkalmazott jogalkotás-technikai megoldás, amikor egy tudottan valótlan tényállást valóságosnak fogad el a jogszabály, norma.

## A fikció jelentősége
A jogalkalmazás folyamata során a jogalkalmazó ún. szubszumpciót (subsumptio) végez, azaz az adott konkrét eset jogilag releváns tényeit összegezve megpróbálja az adott esetet a jogszabályban megfogalmazott tényállásnak megfeleltetni, hogy megtalálja a jogszabályban előírt jogkövetkezményt. A konkrét eset jogilag releváns tényeinek megállapítása háromféle módon történhet: bizonyítási eljárással, vélelemmel, illetve fikcióval. A fikció végső soron azt jelenti, hogy egy tényállásról azt mondjuk ki, hogy azonos egy másik tényállással – holott tudjuk, hogy ez nem így van – azért, hogy valamely jogkövetkezményt alkalmazni lehessen, anélkül, hogy hosszadalmas bizonyítási eljárást kellene lefolytatni. A fikció célja szerint jogalkotási eszköz, amely a jogalkalmazást segíti. A vélelem és a fikció annyiban közös, hogy a jogszabály mindkét esetben egyes tényállási elemeket adottnak ír elő, és ezekhez automatikus jogkövetkezményt kapcsolt. A vélelem és a fikció elhatárolását a valósággal való kapcsolat, illetve a megtámadhatóság adja. A vélelem esetén egyrészt nagyobb a valószínűsége annak, hogy a vélelemben szabályozott tényállás ténylegesen megfelel a valóságosnak. Másrészről pedig egyes vélelmek ellen van helye bizonyításnak, míg a fikció esetén soha.

## Római jogi alapjai
Már a római jogban is alkalmazták, hogy így elkerüljék a merev bírói (praetori) jogértelmezést, jogalkalmazást. Fikció alapján például a méhmagzatot (nasciturus) már megszületettnek tekintették, valahányszor érdekeinek védelméről volt szó, a hadifogságban meghalt római polgárt pedig úgy kellett kezelni, mint aki a hadifogságba eséskor, azaz élete utolsó szabad pillanatában halt meg, mivel a hadifoglyot a rómaiak rabszolgának tekintették, aki után nem lehetett örökölni.

## Magyar szabályozás
A magyar Ptk-ban több helyen is találkozhatunk a fikcióval, ilyen például a régi Ptk. 237. § (2) is.
Ha a szerződéskötés előtt fennállott helyzetet nem lehet visszaállítani, a bíróság a szerződést a határozathozatalig terjedő időre hatályossá nyilvánítja. Az érvénytelen szerződést érvényessé lehet nyilvánítani, ha az érvénytelenség oka – különösen uzsorás szerződés, a felek szolgáltatásainak feltűnő aránytalansága esetén az aránytalan előny kiküszöbölésével – megszüntethető. Ezekben az esetekben rendelkezni kell az esetleg ellenszolgáltatás nélkül maradó szolgáltatás visszatérítéséről.
Nem lehet semmisnek tekinteni a cselekvőképtelen kiskorú által kötött és már teljesített csekély jelentőségű szerződéseket, amelyek megkötése a mindennapi életben tömegesen fordul elő, és különösebb megfontolást nem igényel. régi Ptk.12/C. §. (2)